# Jano
Jano (em latim: Iānvs) é o deus romano das mudanças e transições, como pode ser visto nas citações "Jano tem poder sobre todos os começos (…)" e “Em poder de Jano estão os inícios”, em relação às mudanças (inícios, começos), e nas citações "(…) Duas portas haver, bélicas ditas,/Que santo horror defende e o cru Mavorte:/Barras, ferrolhos cem de bronze as trancam;/Sempre ao limiar de sentinela Jano" e "(…) Então deposta a guerra,/Se amolgue a férrea idade; a encanecida/Fé com Vesta, os irmãos Quirino e Remo/Ditem leis; Jano trave as diras portas/Com trancas e aldrabões", em relação às tradições (leis). A figura de Jano é associada a portas (entrada e saída), bem como a transições. A sua face dupla também simboliza o passado e o futuro. Jano é o deus dos inícios, das decisões e escolhas. O maior monumento em sua glória se encontra em Roma e tem o nome de Iānvs Geminus ("gêmeos Jano").

## História

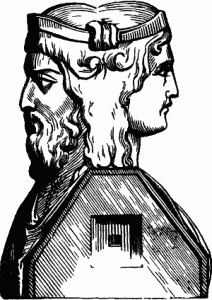
Jano

Jano é tido como o regente do Lácio, região da Itália Central, foi responsável pela idade de ouro, trouxe dinheiro e agricultura à região. O seu nome está também associado às trocas e colheitas.
Jano tinha duas faces, uma olhando para a frente e outra para trás, e dele derivam os nomes do monte Janículo e o rio Jano, pois ele viveu na montanha. Ele foi o inventor das guirlandas, dos botes, e dos navios, e foi o primeiro a cunhar moedas de bronze; por isto que em várias cidades da Grécia, Itália e Sicília, em suas moedas, trazem em um lado um rosto com duas faces e no outro um barco, uma guirlanda ou um navio.
Ele se casou com sua irmã Carmese, e teve um filho chamado Aethex e uma filha chamada Olistene. Desejando aumentar o seu poder, ele navegou até a Itália e se instalou em uma montanha próxima de Roma, chamada Janículo por causa dele.

## Representações artísticas
Nas representações artísticas, Jano é muitas vezes representado como uma figura masculina com barba e outra sem ela. Comum é o fato deste estar constantemente representado por duas faces que olham em direções opostas. Existem porém outros modelos com quatro faces.
A figura de Jano aparece em muitas mídias contemporâneas, como no filme O Turista, de 2010, quando Elise explica a Frank o significado de seu bracelete: "É o deus romano Jano. Minha mãe me deu quando eu era pequena. Ela queria me ensinar que as pessoas têm dois lados". No anime Cavaleiros do Zodíaco (1986-1989), o mito de Jano comparece na construção dos Cavaleiros de Gêmeos, cuja armadura apresenta duas máscaras colocadas em lados opostos. Na saga do Santuário, o Cavaleiro de Gêmeos sofre de transtorno dissociativo de identidade, manifestando-se ora bondoso, ora malvado. Ele é também o inimigo final da saga do Santuário, marcando a transição entre a guerra e a paz. O mito volta a precipitar em Os Cavaleiros do Zodíaco: Ômega (2013). No primeiro anime, o Cavaleiro de Gêmeos original é Saga de Gêmeos, o que é posteriormente substituído por seu irmão Kanon. No segundo, a Amazona de Gêmeos original é Paradox, posteriormente substituída por Integra.